# Altái (ciudad)
La ciudad de Altai (en mongol: cirílico - Алтай Altai, alfabeto clásico - ᠠᠯᠲᠠᠢ; conocida oficialmente como distrito (sum) de Yesönbulag, en mongol: cirílico - Есөнбулаг сум Yesönbulag sum, alfabeto clásico - ᠶ᠋ᠢᠰᠦᠨᠪᠤᠯᠠᠭ ᠰᠤᠮᠤ) es la capital de la provincia (aimag) Govi-Altai en la parte occidental de Mongolia. No debe confundirse con un distrito llamado también Altai, en el sur de la misma provincia. En 2010 contaba con 15 492 habitantes.

## Transporte
El aeropuerto de Altái (LTI / ZMAT) cuenta con una pista sin pavimentar y ofrece vuelos regulares a Arvaikheer y Ulán Bator.

## Clima
En la ciudad predomina el clima semiárido frío (clasificación de Köppen: BSk) con influencias del clima subpolar.
| Parámetros climáticos promedio de ciudad de Altái, Mongolia | Parámetros climáticos promedio de ciudad de Altái, Mongolia | Parámetros climáticos promedio de ciudad de Altái, Mongolia | Parámetros climáticos promedio de ciudad de Altái, Mongolia | Parámetros climáticos promedio de ciudad de Altái, Mongolia | Parámetros climáticos promedio de ciudad de Altái, Mongolia | Parámetros climáticos promedio de ciudad de Altái, Mongolia | Parámetros climáticos promedio de ciudad de Altái, Mongolia | Parámetros climáticos promedio de ciudad de Altái, Mongolia | Parámetros climáticos promedio de ciudad de Altái, Mongolia | Parámetros climáticos promedio de ciudad de Altái, Mongolia | Parámetros climáticos promedio de ciudad de Altái, Mongolia | Parámetros climáticos promedio de ciudad de Altái, Mongolia | Parámetros climáticos promedio de ciudad de Altái, Mongolia |
| Mes                                                         | Ene.                                                        | Feb.                                                        | Mar.                                                        | Abr.                                                        | May.                                                        | Jun.                                                        | Jul.                                                        | Ago.                                                        | Sep.                                                        | Oct.                                                        | Nov.                                                        | Dic.                                                        | Anual                                                       |
| ----------------------------------------------------------- | ----------------------------------------------------------- | ----------------------------------------------------------- | ----------------------------------------------------------- | ----------------------------------------------------------- | ----------------------------------------------------------- | ----------------------------------------------------------- | ----------------------------------------------------------- | ----------------------------------------------------------- | ----------------------------------------------------------- | ----------------------------------------------------------- | ----------------------------------------------------------- | ----------------------------------------------------------- | ----------------------------------------------------------- |
| Temp. máx. abs. (°C)                                        | 1.6                                                         | 8.0                                                         | 12.8                                                        | 20.4                                                        | 24.5                                                        | 28.9                                                        | 30.0                                                        | 29.1                                                        | 23.6                                                        | 18.7                                                        | 10.2                                                        | 5.8                                                         | 30.0                                                        |
| Temp. máx. media (°C)                                       | -10.4                                                       | -8.9                                                        | -2.5                                                        | 5.9                                                         | 13.6                                                        | 18.7                                                        | 19.7                                                        | 18.3                                                        | 12.8                                                        | 5.0                                                         | -3.5                                                        | -8.3                                                        | 5.03                                                        |
| Temp. media (°C)                                            | -18.0                                                       | -16.4                                                       | -9.3                                                        | -0.5                                                        | 7.2                                                         | 12.5                                                        | 13.7                                                        | 12.3                                                        | 6.3                                                         | -1.3                                                        | -10.4                                                       | -15.8                                                       | -1.64                                                       |
| Temp. mín. media (°C)                                       | -24.8                                                       | -23.3                                                       | -16.0                                                       | -6.8                                                        | 0.6                                                         | 5.9                                                         | 8.0                                                         | 6.5                                                         | 0.5                                                         | -7.1                                                        | -17.0                                                       | -22.3                                                       | -7.98                                                       |
| Temp. mín. abs. (°C)                                        | −40.8                                                       | -42.1                                                       | −36.0                                                       | -32.2                                                       | -16.6                                                       | -9.1                                                        | -1.3                                                        | -2.6                                                        | -17.2                                                       | -26.5                                                       | −35.3                                                       | −40.2                                                       | -42.1                                                       |
| Precipitación total (mm)                                    | 1.0                                                         | 1.8                                                         | 5.9                                                         | 10.1                                                        | 12.2                                                        | 27.7                                                        | 48.6                                                        | 40.7                                                        | 16.0                                                        | 7.5                                                         | 2.9                                                         | 1.5                                                         | 175.9                                                       |
| Días de precipitaciones (≥ 1.0 mm)                          | 0.2                                                         | 0.7                                                         | 1.8                                                         | 1.6                                                         | 2.7                                                         | 4.6                                                         | 7.3                                                         | 6.6                                                         | 3.2                                                         | 1.9                                                         | 1.4                                                         | 0.5                                                         | 32.5                                                        |
| Horas de sol                                                | 201.1                                                       | 208.3                                                       | 252.2                                                       | 260.6                                                       | 308.9                                                       | 298.5                                                       | 293.2                                                       | 290.2                                                       | 272.4                                                       | 246.1                                                       | 199.6                                                       | 184.8                                                       | 3,015.9                                                     |
| Fuente: NOAA (1961-1990)                                    |                                                             |                                                             |                                                             |                                                             |                                                             |                                                             |                                                             |                                                             |                                                             |                                                             |                                                             |                                                             |                                                             |